# 에사이토니네이아과
에사이토니네이아과는 개미과에 속한 개미의 한 아과로, 대부분의 신세계 군대개미가 이에 속한다. 에사이토니네이아과중 신세계 군대개미는 다시 5개의 속으로 나눌 수 있다. 이중에 에사이튼속은 가장 에사이토니네이아과가 이름을 얻은 속이고, 에사이튼속 중에서도 에사이튼 버어첼리(Eciton burchellii)가 가장 전형적인 군대개미이다. 구세계 군대개미는 2개의 속으로 나뉘는데, 이중 장님개미는 약 70종이 속한다. 또한 에닉터스속에는 약 100종이 속한다.